# Amfreville-les-Champs (Sena Marítimo)
Amfreville-les-Champs é uma comuna francesa na região administrativa da Normandia, no departamento de Sena Marítimo.  Estende-se por uma área de 4,6 km². Em 2010 a comuna tinha 172 habitantes (densidade: 37,4 hab./km²).